# Rodrygo
Rodrygo (* 9. Januar 2001 in Osasco; voller Name Rodrygo Silva de Goes), auch Rodrygo Goes, ist ein brasilianischer Fußballspieler, der seit Juli 2019 bei Real Madrid unter Vertrag steht.

## Karriere

### Verein
Rodrygo begann 2006 im Alter von fünf Jahren mit dem Jugendfußball beim Ceará SC im Nordosten des Landes. 2010 wechselte er in die Jugend des FC Santos. Am 4. November 2017 kam er im Alter von 16 Jahren zu seinem Debüt im Profifußball, als er in der Erstligapartie gegen Atlético Mineiro in der Nachspielzeit  für Bruno Henrique eingewechselt wurde. In der Staatsmeisterschaft von São Paulo erzielte er am 25. Januar 2018 beim 2:1-Auswärtssieg bei der AA Ponte Preta zum ersten Mal ein Tor im professionellen Fußball, indem er ebenfalls in der Nachspielzeit zum Endstand traf.
Während der Ligapartie gegen den EC Vitória am 3. Juni 2018 gelang Rodrygo in der ersten Halbzeit innerhalb von neun Minuten ein lupenreiner Hattrick; er trug mit einer weiteren Vorlage zu vier Toren beim 5:2-Sieg seiner Mannschaft bei.
Mitte Juni 2018 gab der spanische Erstligist Real Madrid die Verpflichtung Rodrygos für die Saison 2019/20 bekannt. Obwohl es dem Spieler bereits möglich sei, mit dem Vollenden des 18. Lebensjahres im Januar 2019 für die Spanier zu spielen, habe man sich mit dem FC Santos geeinigt, den Wechsel erst zur Mitte des Jahres zu vollziehen.

### Nationalmannschaft
Rodrygo spielte 2017 erstmals für den brasilianischen Verband und kam für dessen U17 in vier Spielen zum Einsatz, in denen er drei Tore erzielte. 2019 nahm Rodrygo am Turnier von Toulon mit einer U-22 Auswahl teil. Ohne Einsätze konnte er mit dem Team den Pokal gewinnen.
Ende Oktober 2019 wurde Rodrygo das erste Mal von Nationaltrainer Tite in den Kader der A-Auswahl für die Freundschaftsspiele Ende November gegen Argentinien und Südkorea berufen. Im Spiel gegen Argentinien am 15. November wurde er in der 71. Minute für Willian eingewechselt. Sein erstes Länderspieltor erzielte er am 1. Februar 2022 im WM-Qualifikationsspiel gegen die paraguayische Fußballnationalmannschaft. In dem Treffen wurde er in der 82. Minute für Lucas Paquetá eingewechselt und traf in der 88. nach Vorlage von Bruno Guimarães zum 4:0–Endstand.

## Titel und Auszeichnungen

### Verein
International
- Champions-League-Sieger (2): 2022, 2024
- Klub-Weltmeister: 2022
- Interkontinental-Pokalsieger: 2024
- UEFA-Super-Cup-Sieger (2): 2022, 2024

Spanien
- Meister (3): 2020, 2022, 2024
- Pokalsieger: 2023
- Supercupsieger (3): 2020, 2022, 2024

### Nationalmannschaft
- Turnier von Toulon: 2019

### Auszeichnungen
- Nominierung für die Kopa-Trophäe: 2018 (4. Platz)